# Imperia (Turijn)
Imperia is een historisch motorfietsmerk.
Enrico Tortelli begon in 1932 in Turijn met de productie van motorfietsen met een JAP-inbouwmotoren, maar al snel schakelde hij over op motoren van New Imperial. Die naam veranderde hij in "Imperia".
In 1939 presenteerde hij echter een eigen 500cc-blok met tamelijk moderne techniek. Zo had hij een lichtmetalen cilinder en cilinderkop en korte stoterstangen doordat de nokkenas vrij hoog lag. Een Burman-vierversnellingsbak was in het blok ingebouwd.
Na de Tweede Wereldoorlog verbeterde Tortelli het ontwerp waarbij hij ook een model met koningsasaandrijving voor de nokkenas maakte. In 1954 volgde de laatste wijziging aan het blok. Het hele carter werd veranderd, er kwamen grotere koelribben en een droge koppeling. Omdat het publiek echter meer geïnteresseerd was in goedkope en lichte modellen moest Tortelli kort hierna zijn bedrijf sluiten.
Voor andere merken met de naam Imperia, zie Imperia (Hersbruck) en Imperia (Keulen)